# Huis Verves
Huis Verves is een monumentaal gebouw aan het Von Clermontplein in de Nederlandse plaats Vaals. De naam verwijst naar een ververij van wollen stoffen, die hier in het verleden was gevestigd (verves betekent verfhuis in het Vaalser dialect). Het Huis Verves is een rijksmonument en onderdeel van het rijksbeschermd gezicht Vaals.

## Geschiedenis
Al in 1676 bevond zich op deze plaats een lakenververij. De ondernemer David Nysset (Nijsset, Nizet) uit Burtscheid droeg toen een huis "met aenhebbende ververije" over aan Hendrick Nijset. Dit goed werd in 1746 door de erfgenamen Nysset verkocht aan Alexander von Lövenich (1757-1812), een doopsgezinde fabrikant, eveneens uit Burtscheid. In 1750 wordt het als 'het verfhuijs' betiteld. Van 1761 tot 1765 bouwde Johann Arnold von Clermont aan de overkant op de "Mennonisten Viese" (Mennonietenwei) zijn "Stammhaus", een groot woonhuis annex lakenfabriek. In het Huis Verves was waarschijnlijk steeds een lakenververij gehuisvest, terwijl het tevens onderdak bood aan een doopsgezinde kerk.

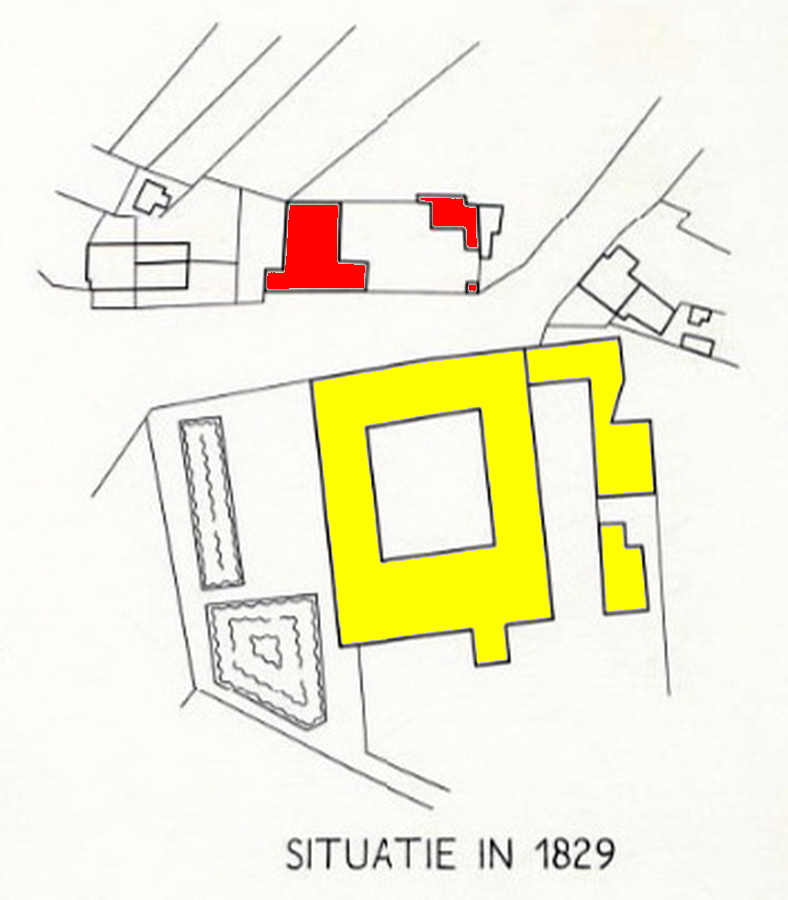
Omgeving Von Clermontplein in 1829. Rood: Huis Verves. Geel: Stammhaus. NB: het noorden bevindt zich rechts

Wanneer de doopsgezinden (of mennonieten) voor het eerst een kerkgebouw of vergaderzaal in Vaals bezaten, is niet bekend. Doopsgezinden uit Aken vestigden zich in 1601 in Burtscheid, waar men meer godsdienstvrijheid had. Later stichtten ze een kerkje in het Huis Verves in het Staatse Vaals, waar doopsgezinden en andere protestantse gezindten gedoogd werden, naast de officiële Nederduitse Gereformeerde Kerk. In 1740, dus nog in de tijd dat het gebouw eigendom was van de familie Nysset, werd vermeld dat het kerkje "klein, met leeme wanden opgehaald en met Rietdak gedekt" was. De kerkruimte verloor zijn functie na de dood van de laatste predikant in 1776. Omstreeks 1800 waren er in Vaals nog maar twee doopsgezinde gezinnen.
In 1785 verkochten de erfgenamen Von Lövenich het gebouw aan J.M. Hoffmann. In 1841 stond het huis op naam van een zekere Jozef Göbbels. Uit 1865 dateert een vermelding dat een gedeelte van de kerk nog bestond: "de jood Gerothwold [Gerothwohl ], uit Francfort, zich noemende graaf de Croy, heeft er het torentje van afgebroken en twee andere tegen elkander over gebouwd". Gerothwohl verwierf het Huis Verves in 1854 en gaf opdracht voor de verbouwing en uitbreiding van het complex in neogotische stijl, met het doel er te gaan wonen. Dat gebeurde echter niet; in 1856 verkocht hij het gebouw in onvoltooide staat. Gerothwohl liet tevens de vier woningen in de toenmalige Dorpsstraat, nu Von Clermontplein, bouwen. Vermoedelijk was het complex vanaf die tijd in gebruik als woongebouw. Begin twintigste eeuw was er in de zuidelijke hoektoren enige tijd een café ("’t Türmsche") gevestigd.
Omstreeks 2010 lag het pand er vervallen bij. In 2011 ging een grootschalige verbouwing en restauratie van start, waarbij in totaal achttien woningen zouden worden gerealiseerd. Uiteindelijk ging de nieuwbouw in de achtertuin niet door, waardoor het aantal woningen beperkt bleef tot vijf, allemaal in het bestaande gebouw. Van de negentiende-eeuwse woningen aan het Von Clermontplein 44-50, eveneens behorende tot het complex, werd het pand direct grenzend aan de noordelijke hoektoren in 2010 gesloopt en heropgebouwd.

## Architectuur

### Von Clermontplein 34-42
Het Huis Verves is opgetrokken uit baksteen met hardstenen architectuurdetails. De gevels zijn gepleisterd en wit gesausd. De lange gevel aan het Von Clermontplein is min of meer symmetrisch en bestaat uit zeven delen, waarvan de twee delen links van het poortgebouw achttiende-eeuws zijn en de overige delen negentiende-eeuws.

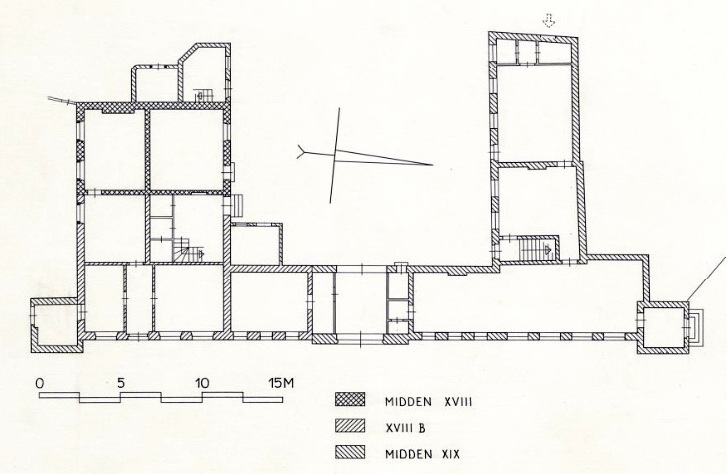
Plattegrond Huis Verves en bouwfasen

Het omstreeks 1850 gebouwde poortgebouw vormt het middendeel. De kasteelachtige architectuur van dit bouwdeel is een eigenzinnige combinatie van vroege neogotiek met traditionelere elementen zoals de rondbogige toegangspoort met kraag-, sluit- en schampstenen. De opvallende hoekornamenten met gecanneleerde zuiltjes lijken enerzijds ontleend aan de klassieke architectuur, terwijl de consoles en bekroningen naar de laatgotiek verwijzen. Zonder meer neogotisch zijn de decoratieve daklijst met vierpassen, de drievoudige nis met spitsbogen (waarin in 2019 een Mariabeeld is teruggeplaatst) en de schietgaten. Deze sluiten aan bij de vierkante hoektorens van het complex met decoratieve banden van driepasmotieven, en eveneens met schietgaten en muurankers. De architect is niet bekend.
Het oudste bouwdeel, de zuidvleugel, met uitzondering van de hoektoren, bestaat uit een vier traveeën breed deel met een topgevel en een drie traveeën breed gedeelte met een lijstgevel, beide uit omstreeks 1740. De deur- en vensteropeningen zijn omlijst met Naamse steen. Bij de topgevel zijn de omlijstingen geblokt met een omhoog zwenkende bovendorpel en samengestelde sluitstenen. De vensters in de lijstgevel zijn kleiner en hebben korfbogige omlijstingen met enkelvoudige sluitstenen. Deze gevel heeft men halverwege de negentiende eeuw gespiegeld gedupliceerd aan de noordzijde van het toen gebouwde poortgebouw, met toevoeging van beide hoektorens. De hogere achterbouw achter de achttiende-eeuwse vleugel zou nog voor een deel uit de tijd van de vroegere doopsgezinde kerk kunnen zijn. Van de kerk zelf is waarschijnlijk niets meer over.

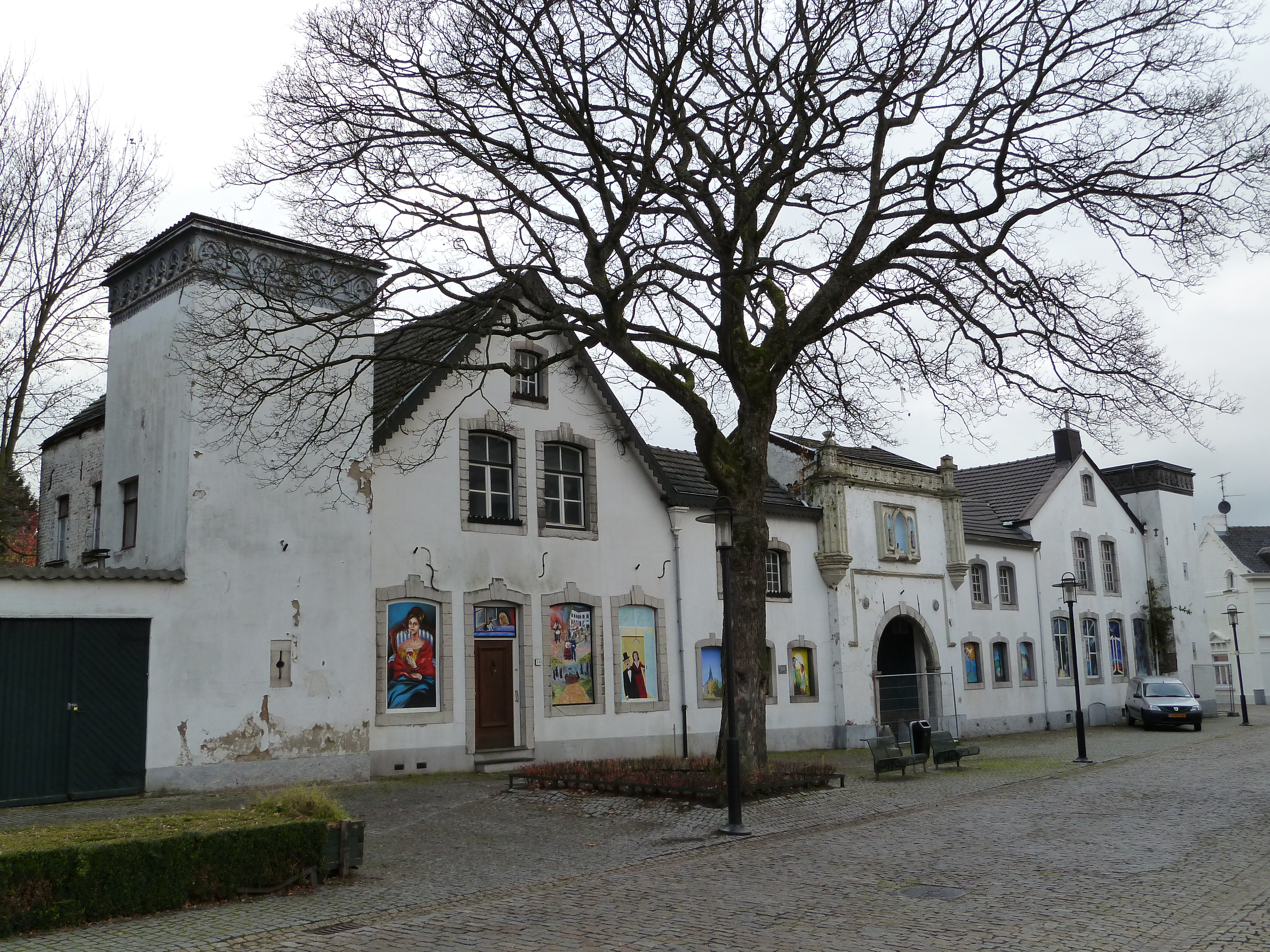
Overzicht vanuit het zuidwesten
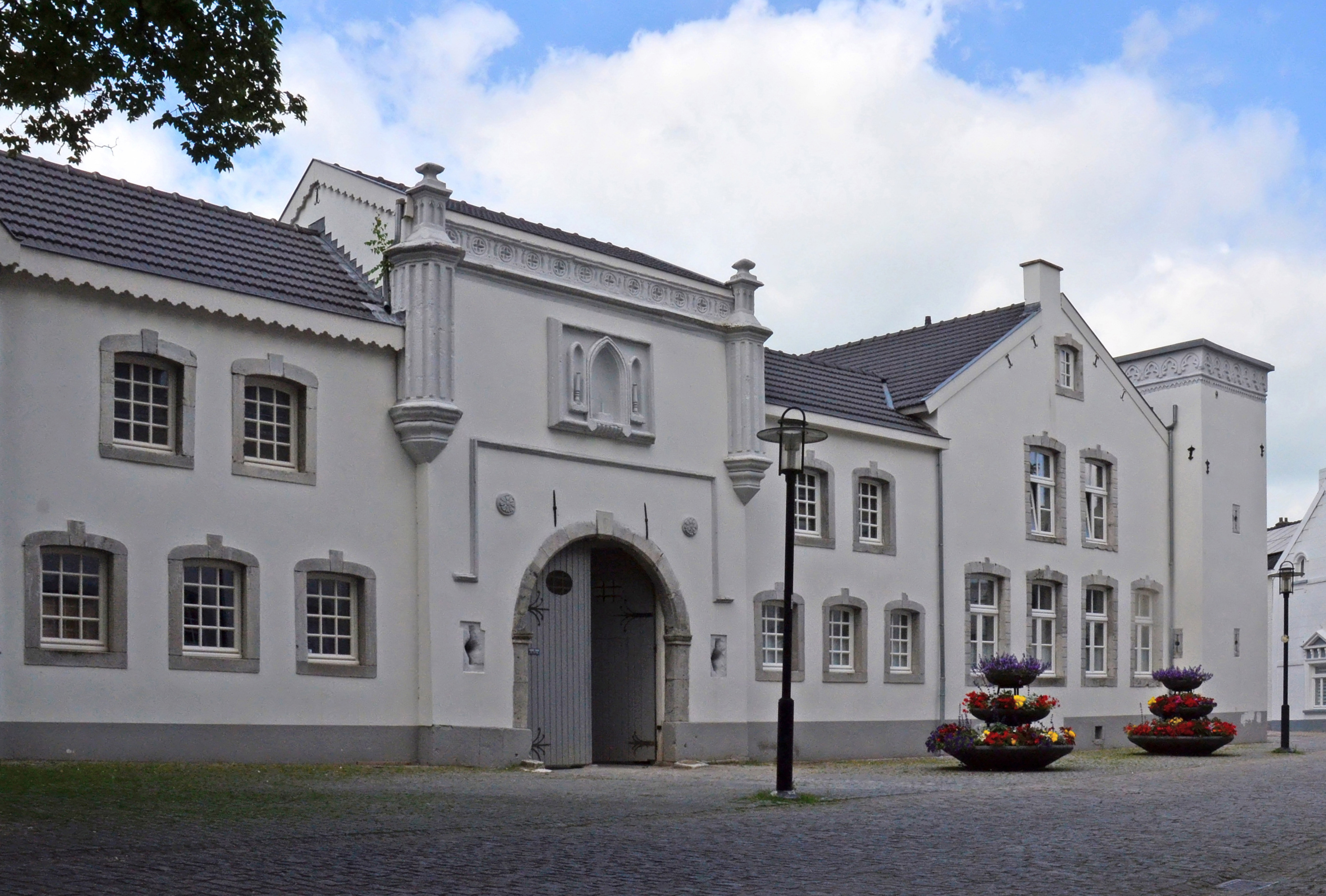
Middendeel en rechtervleugel
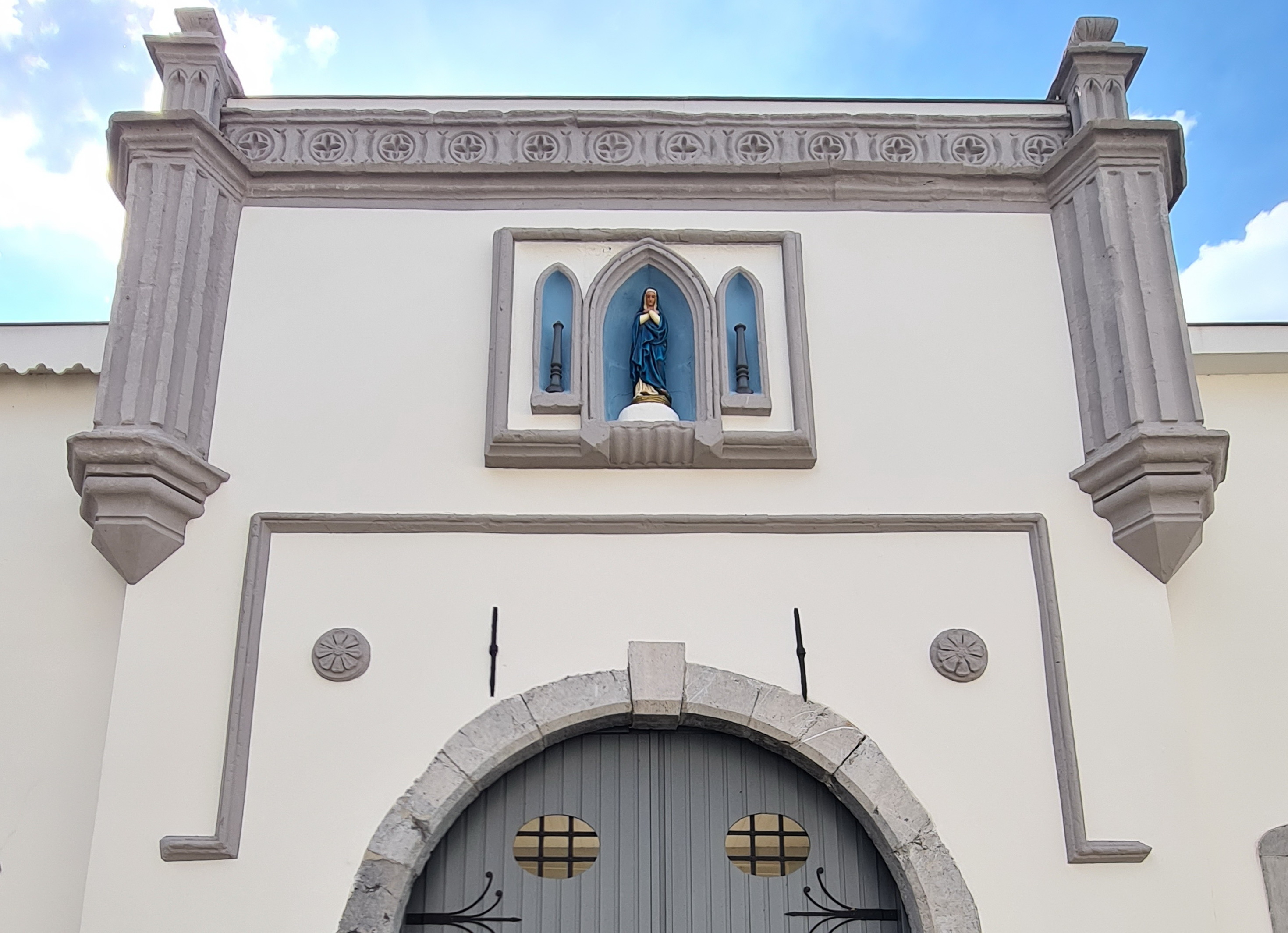
Detail poortgebouw
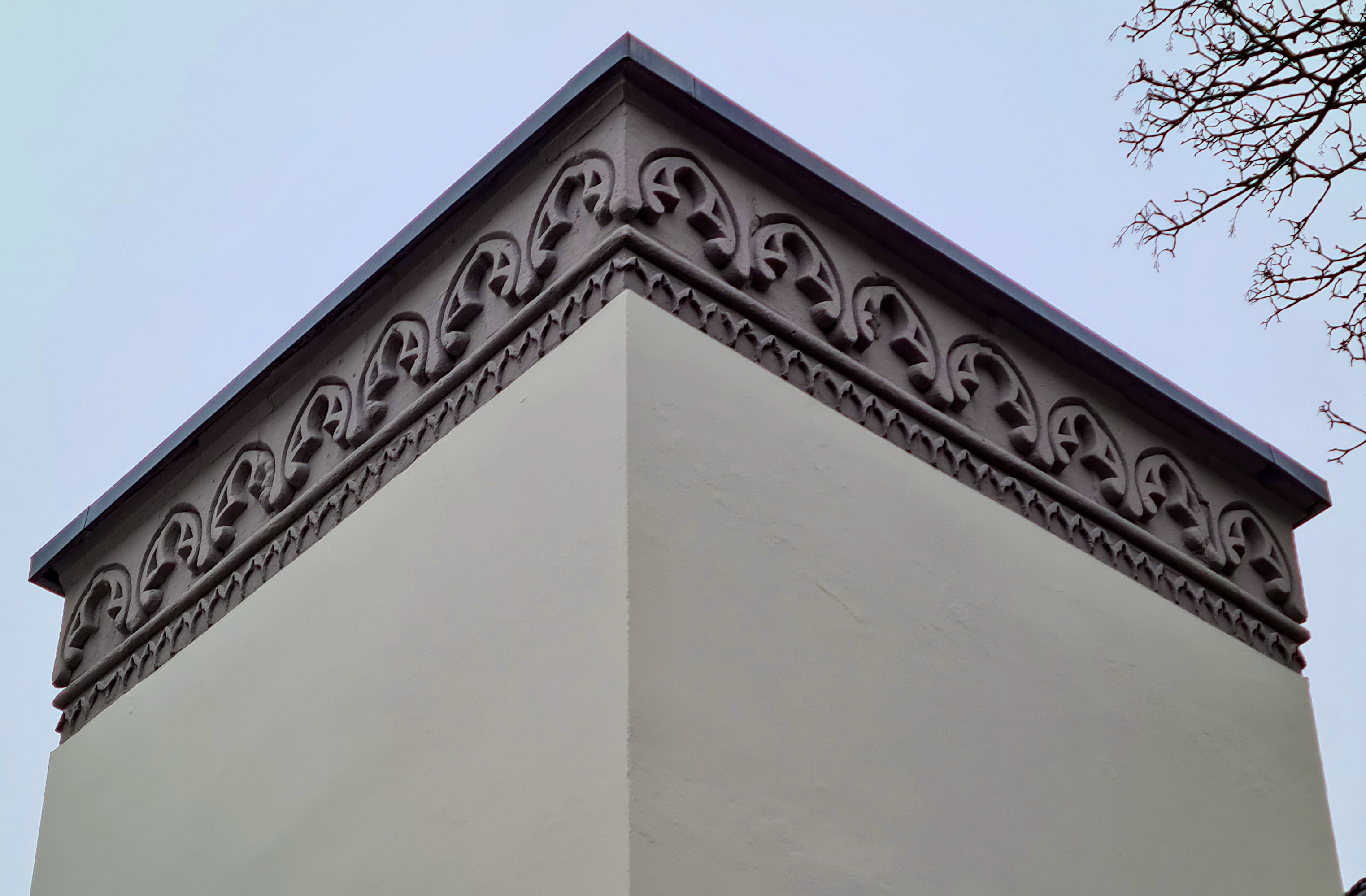
Detail linker hoektoren

### Von Clermontplein 44-50
De vier vrijwel identieke huizen aan het Von Clermontplein nrs. 44-50 delen een lange, aaneengesloten lijstgevel. Nr. 44 is in 2010 gesloopt en heropgebouwd; de drie andere panden uit het tweede kwart van de negentiende eeuw zijn rijksmonumenten. Ze hebben een identieke gevelindeling met elk vijf vensterassen en een centrale ingang. De gepleisterde gevels zijn wit of roomgeel gesausd.

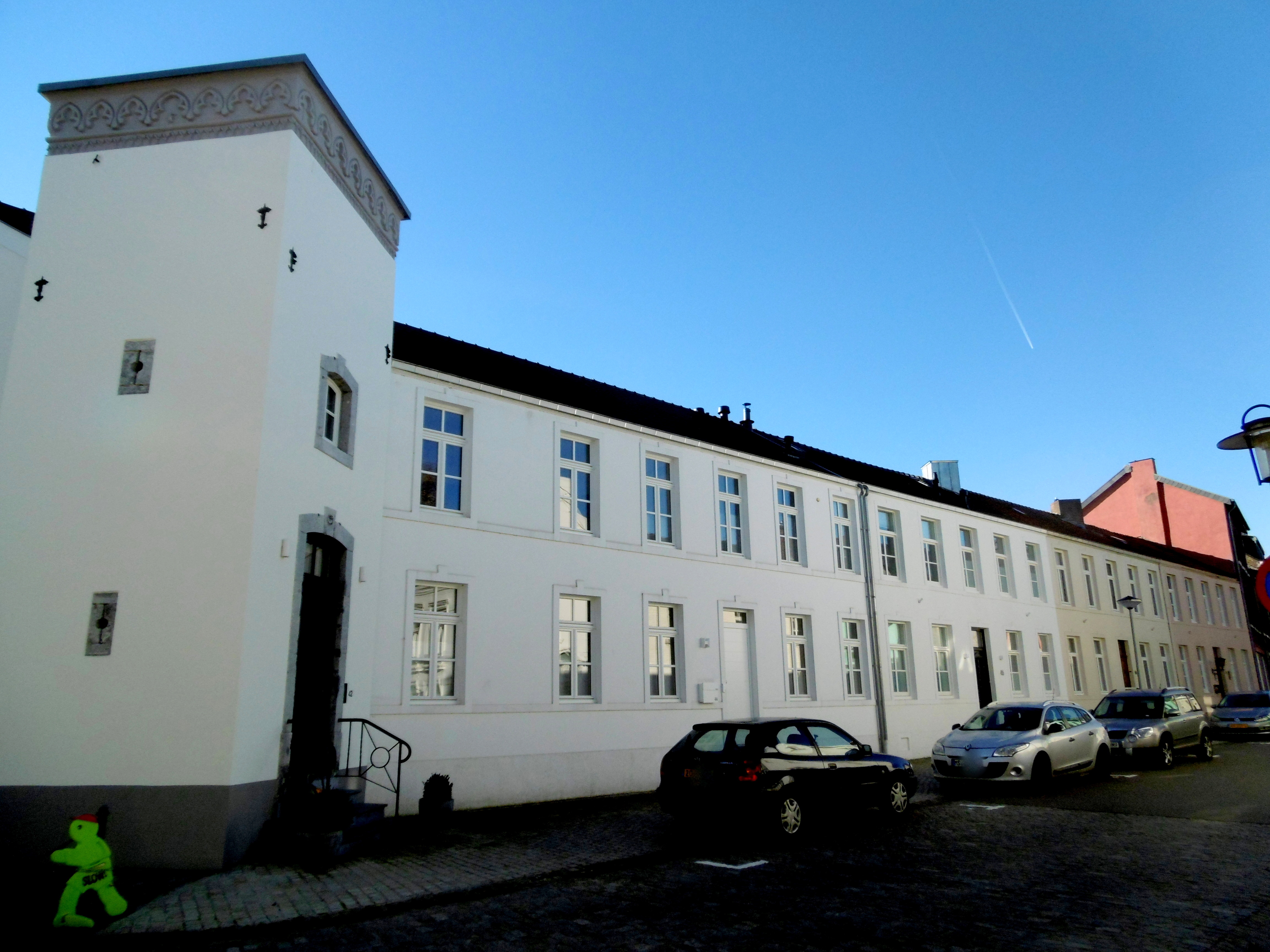
Overzicht straatwand
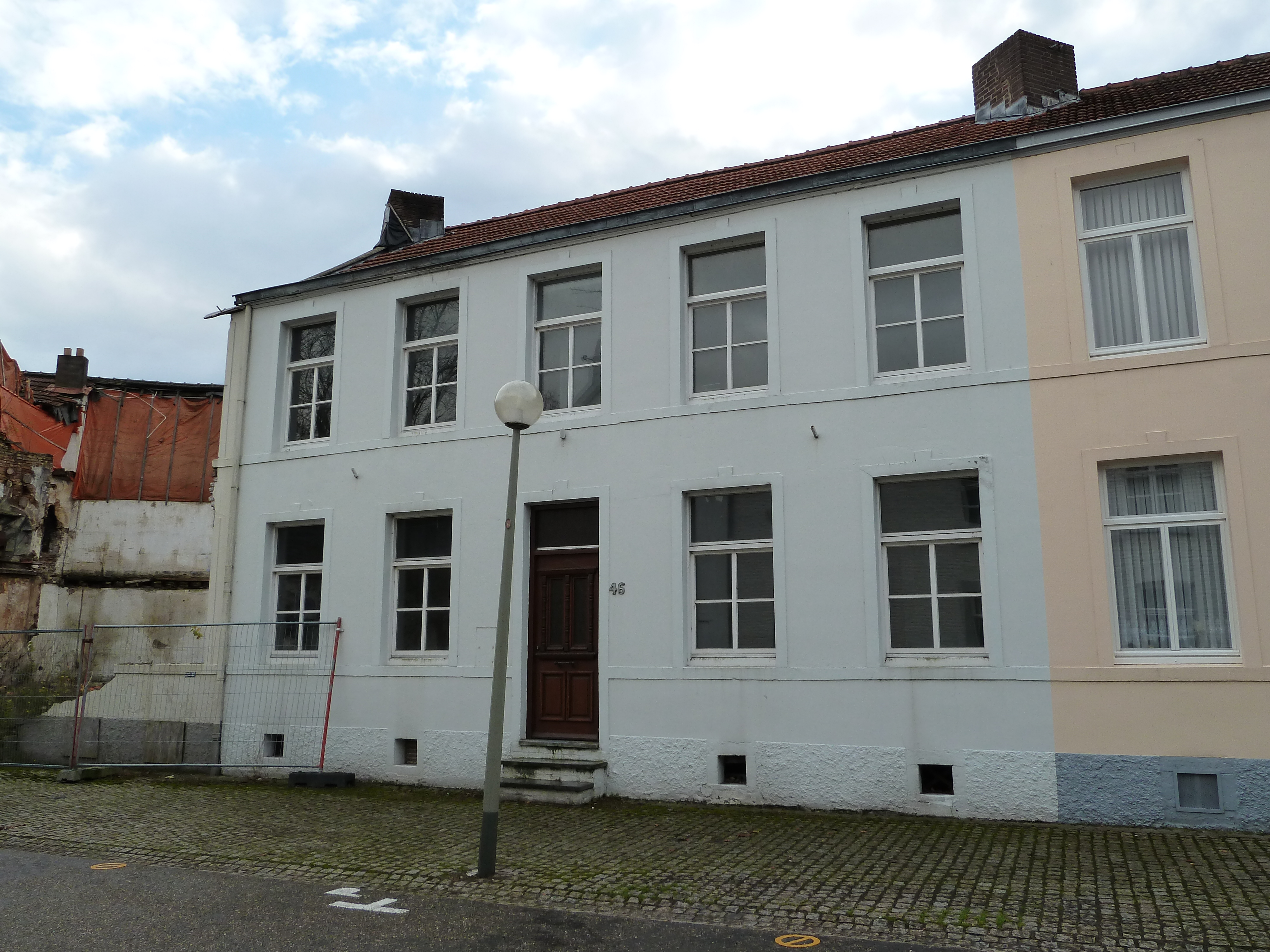
Nr. 46 (tijdens sloop nr. 44)
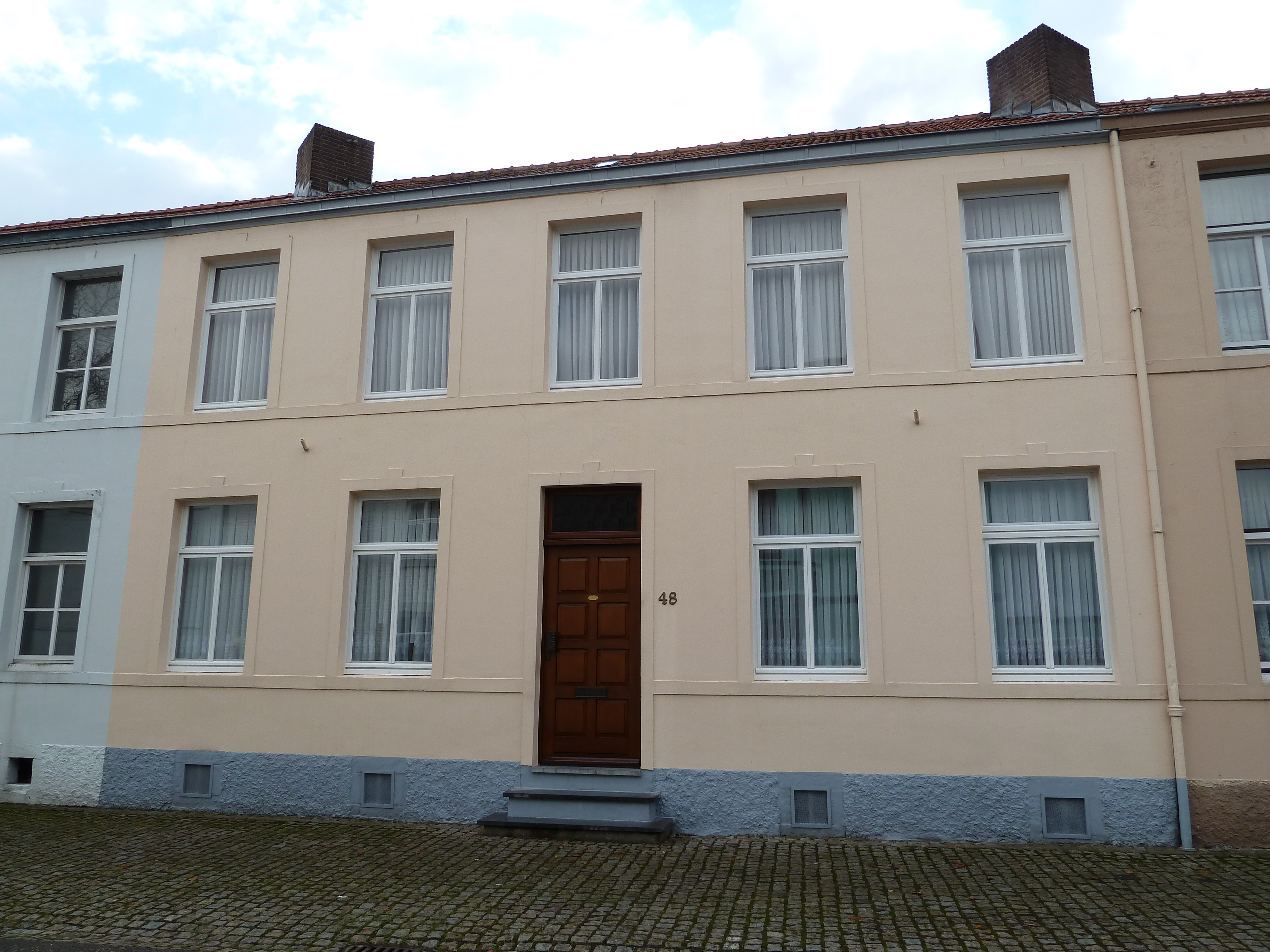
Nr. 48
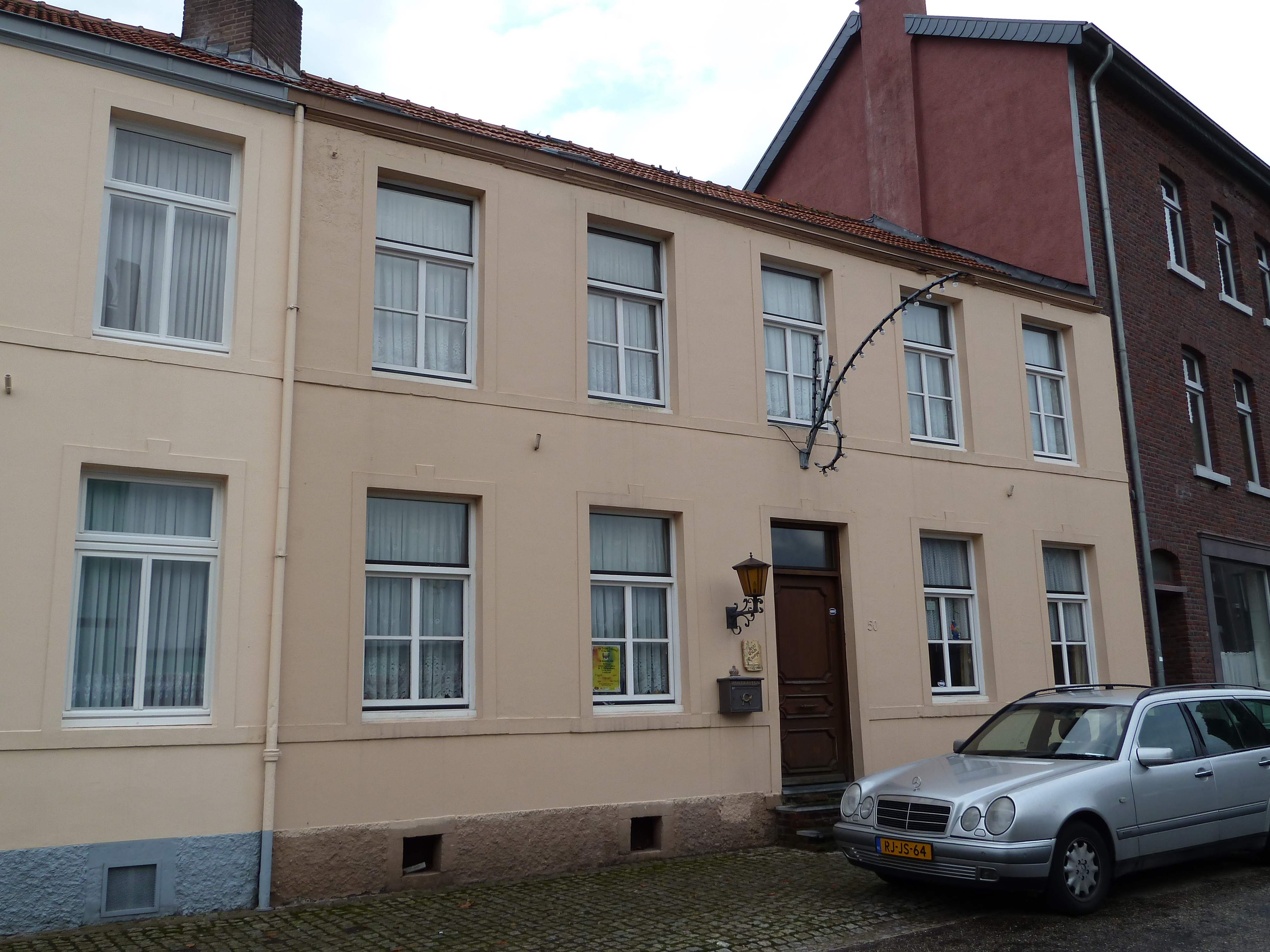
Nr. 50